# Der Ruepp (Roman)
Der Ruepp ist ein Roman des deutschen Schriftstellers Ludwig Thoma, der 1921 veröffentlicht wurde. Die Geschichte schildert den selbstverschuldeten Untergang eines bayrischen Bauern. Der Ruepp ist Thomas letzter Roman.

## Inhalt
Die Geschichte beginnt an einem Sonntag während der Erntezeit. Im Dorfwirtshaus betrinkt sich der Bauer Ruepp und fängt handfesten Streit mit anderen Gästen an, darunter seinem Nachbarn, dem Bauern Lukas. Am Heimweg legt er sich an den Wegesrand und schläft dort seinen Rausch aus.
Unterdessen kommt sein jüngerer Sohn Michel aus dem Gymnasium in Freising in die Ferien nach Hause. Im Zug ist ihm seine Kinderfreundin Stasi begegnet, des Lukas Tochter, mit der er sich immer noch verbunden fühlt. Michel ist gegen den Rat des Pfarrers (und gegen seinen eigenen Willen) vom Vater gedrängt worden, zu "studieren", das heißt, das Abitur abzulegen und dann im Priesterseminar ein geistliches Amt zu erlangen. Aber er eignet sich nicht zum Studium, ist das zweite Mal durchgefallen und kann im Herbst nicht aufs Gymnasium zurück. Sein Traum wäre es, in Weihenstephan die Landwirtschaftsschule zu besuchen und dann als Verwalter auf einem größeren Gut zu arbeiten.
Auf dem Ruepphof wohnt im Austragshäusl die Magd Loni, die seit Jahrzehnten auf dem Hof lebt und arbeitet. Sie hat die Kinder der Ruepps großgezogen und besonders Michel ist ihr ans Herz gewachsen. Jetzt liegt sie im Sterben. Vor Jahren hatte sie dem Ruepp dreitausend Mark, einen guten Teil ihres ersparten Vermögens, gegen einen Schuldschein geliehen. Ihr einziger lebender Verwandter, ein Cousin aus München, bedeutet ihr nichts, und sie will ihr Erbe (die Forderung gegen den Ruepp und etwa dieselbe Summe in Bargeld und Wertpapieren) lieber dem Michel vermachen. Daher verlangt sie, dass man ihr den Notar aus Dachau schicke, damit sie rechtzeitig ihr Testament machen könne. Doch Ruepp will während der Erntezeit weder Knecht noch Pferd missen und ignoriert den Wunsch.
Von der Mutter erfährt Michel, dass es wirtschaftlich nicht gut steht um den Hof, da der Ruepp sich immer wieder auf riskante und oft verlustbringende Holz- und Viehgeschäfte einlässt. Michel hilft bei der Feldarbeit und freundet sich wieder mit einem Freund aus Kindertagen an, dem Zotzen-Peter, der jetzt als Knecht auf dem Ruepphof arbeitet. Ein Gerichtsvollzieher aus Dachau kommt mit einer Forderung aus einem Viehgeschäft, die Ruepp nur teilweise begleichen kann mit Bargeld, das er eigentlich zur Tilgung anderer drängender Schulden gedacht hatte.
Ruepp sieht sich in einer zunehmend verzweifelten Situation und wendet sich an die im Sterben liegende Loni um weitere Hilfe. Sie leugnet ab, weitere Mittel zu haben und verlangt erneut nach dem Notar für ihr Testament. Ruepps Frau kommt hinzu und bietet Loni an, den Sohn Michel mit dem Fahrrad nach Dachau zu senden. Da fühlt sich Ruepp in seiner Ehre als Familienoberhaupt gekränkt und macht sich trotz Erntezeit mit dem Pferdegespann auf nach Dachau, um den Notar zu holen.
In Dachau kehrt Ruepp im Wirtshaus ein, trifft dort eine Gruppe Viehhändler und Makler zum Kartenspiel, die in dem großspurigen Ruepp ein leichtes Opfer finden. Im Rausch und zunehmend leichtsinnig verspielt er beim Tarock mehrere hundert Mark, erkennt, dass er beim Spiel betrogen wurde und zettelt erneut Händel an. Am Ende wird er mitsamt den anderen hinausgeworfen und trifft beim Notar nur noch den Schreiber an, der ihn – den betrunkenen und randalierenden Bauern – kurzerhand hinauswirft. Unverrichteter Dinge kehrt er auf seinen Hof zurück.
Zu Hause verschweigt er sein Debakel, sagt nur, er habe dem Schreiber aufgetragen, den Notar kommen zu lassen. Man wundert sich auf dem Hof, dass der Notar nicht kommt. Der Pfarrer erteilt Loni die Sterbesakramente und tröstet Afra, die Bäuerin, die ihr Leid geklagt hatte. Loni stirbt, ohne vorher ein Testament zu machen. Afra, die Rueppin, weiß, dass Loni einen Schuldschein über die verliehenen dreitausend Mark besitzt, in dem die exakten Konditionen vermerkt sind, aber der Ruepp behauptet, er habe mündlich mit ihr vereinbart, er könne das Geld nach Belieben zurückzahlen. Bevor jemand zur Bestattung von Loni zum Hof kommt, geht Ruepp in ihre Kammer, stiehlt aus ihrem Kasten Pfandbriefe und den ominösen Schuldschein; um ein Haar wird er von seiner Frau ertappt, gerade noch rechtzeitig kann er die Papiere im Gewand verbergen, als sie zu ihm in die Kammer kommt.
Ruepp geht am nächsten Tag zum Bürgermeister und übergibt ihm die Schachtel mit Lonis Hinterlassenschaft. Darin finden sich knapp vierhundert Mark in bar. Ruepp ist überzeugt, dass damit die rechtssichere Abwicklung der Erbschaft gesichert ist, doch schon der Bürgermeister lässt sich nicht darauf ein und macht Ruepp klar, dass er nicht bezeugen könne, dass Ruepp vorher nichts beiseite geschafft habe.
Michel lässt sich unterdessen vom Knecht Zotzen-Peter zu einem nächtlichen Ausflug ins Nachbardorf überreden. Die beiden werden beim Fensterln ertappt, erkannt und kräftig verprügelt. Die Folgen können sie zuhause nicht verbergen und erfinden eine Geschichte von einer Rauferei nach einem Wirtshausbesuch. Ruepp will sogleich zur Polizei und ermahnt Michel zu mehr Standesbewusstsein, er solle sich nicht so mit den Knechten einlassen. Die pikante Geschichte vom angehenden Priester, der beim Fensterln erwischt wurde, macht überall die Runde. Michel beichtet auch sein Scheitern auf dem Gymnasium der Mutter und wird vom Dorfpfarrer einbestellt.
Auf dem Weg zur Messe und zum Pfarrer trifft Michel seine Kinderfreundin Lukas Stasi wieder, die ihm bittere Vorhaltungen wegen seines Kammerfensterausflugs macht. Langsam erkennt Michel ihre Zuneigung; er beichtet auch ihr sein Scheitern, und sie macht ihm Aussichten auf eine gemeinsame Zukunft, wenn er eine Verwalterkarriere nach der Landwirtschaftsschule aufnehmen würde. Auch beim Pfarrer, der ihn von Anfang an für ungeeignet gehalten hatte, gesteht er sein schulisches Scheitern ein; der Priester ist ihm freundlich gesinnt, macht ihm aber auch klar, dass selbst bei guten schulischen Leistungen spätestens der Fensterl-Skandal seiner geistlichen Laufbahn ein Ende gesetzt hätte, auch wenn Michel noch keine Weihen erhalten habe.
Damit wissen alle im Umfeld vom Ende der Gymnasiallaufbahn Michels – mit Ausnahme seines Vaters, des Ruepp. Der wird in Dachau vor Gericht geladen, um Lonis Erbschaft zu klären. Deren Vetter Pfleiderer, ein vorbestrafter Schreiber aus München, erhebt mangels Testament Anspruch auf das Erbe und vermutet, dass Loni weit mehr hinterlassen haben musste als die knapp vierhundert Mark, die Ruepp abgegeben hatte. Ruepp leugnet, dass mehr Geld dagewesen sei, gibt dann das Darlehen der Loni zu, besteht aber darauf, dass die Rückzahlkonditionen mündlich so vereinbart gewesen seien, dass er das Geld bei Belieben hätte zurückzahlen können. Der Amtsrichter verlangt, dass Ruepp und seine Frau das beeiden müssten. Ruepp sträubt sich dagegen, seine Frau einzubeziehen, doch der Richter bleibt hart.
Ruepp hat eine Frist von vierzehn Tagen, um eine Lösung zu finden oder seine Frau zu überzeugen, den geforderten Eid zu leisten. Im Wirtshaus trinkt er nur noch mit dem sozial abgestürzten Tagelöhner Langgörgl, der ihm schmeichelt, um zum Bier eingeladen zu werden. Ruepp gelingt es nicht, seine Frau vom Meineid zu überzeugen oder zu überreden. Die Stimmung auf dem Hof wird immer bedrückter. Ein außergerichtlicher Vergleich mit Pfleiderer, dem er mehrere hundert Mark anbietet, scheitert, und auch der Versuch, das erforderliche Bargeld durch einen Grundstückshandel mit dem Lukasbauern zu bekommen, führt zu keinem Ergebnis. Ruepp besucht den Tagelöhner Langgörgl in seiner schäbigen Hütte, trinkt mit ihm Fusel vom Kramer und sieht, welche Zukunft ihn erwartet. Er geht nicht nach Hause, sondern erhängt sich in einem nahen Wald.
Sein ältester Sohn Kaspar übernimmt den verschuldeten Hof, Michel muss sich als Knecht verdingen und Stasi heiratet nach einiger Zeit einen Bauern aus der Gegend.

## Hintergrund
Die Geschichte spielt um 1900 in der Umgebung von Dachau in Bayern. Lediglich das Dorf des Ruepphofes, Weidach, ist erfunden, die anderen Orte der Geschichte (Dachau, Altomünster, Markt Indersdorf, Erdweg) existieren wirklich, ebenso wie die im Roman erwähnten Wirtshäuser Unterbräu, Zieglerbräu und Hörhammer in Dachau.

## Sprache
Während der erzählende Text in süddeutsch gefärbtem Hochdeutsch gehalten ist, lässt Thoma seine Figuren je nach Herkunft und Bildungsgrad in unterschiedlichen Tiefen des bairischen Dialektes sprechen. Der Weidacher Pfarrer etwa, der Amtsrichter oder der Notarsschreiber reden näher an der Schriftsprache als Bauern und Knechte. Der Schreiber Pfleiderer, im Erbstreit der Gegner des Ruepp, lässt keinen Dialekt erahnen, er gebraucht dagegen viele Fremdwörter und hochgestochene Wendungen. Der junge Michel passt seine Sprachfärbung den Gesprächspartnern an und spricht mit den Knechten oder seiner Familie in tiefem Bairisch, während er bei der Unterredung mit Pfarrer Holdinger eher Schriftdeutsch redet.
Die Dialektfärbung der meisten Dialoge ist so stark, dass ein des Bairischen unkundiger Leser sie nicht verstehen wird.

## Entstehung und Rezeption
Neben Andreas Vöst und Der Wittiber ist Der Ruepp Thomas einziger Roman. Während der Entstehungszeit 1920/1921 versank Thoma zunehmend in politischer und privater Verbitterung. Zu dieser Zeit verfasste Thoma auch seine berüchtigten Hetzartikel für den Miesbacher Anzeiger; im Gegensatz zu seinen politischen Artikeln sucht Thoma im Ruepp nicht die Ursache außerhalb (etwa bei der Reichsregierung, den Sozialdemokraten oder den Juden) – vielmehr ist der Fall der Familie allein im Scheitern und dem Fehlverhalten des Bauern begründet.
Martin Klaus argumentiert, dass Thoma im Ruepp auch seine eigene Familiengeschichte wiedergegeben habe, darunter den Untergang einer bürgerlich-situierten Familie durch Trunk- und Streitsucht. Auch das Motiv des Knaben, der nach dem Willen der Familie zum Priester ausgebildet werden soll, habe Parallelen zu den Wünschen von Thomas Mutter, denen sich Ludwig Thoma stets widersetzt habe.
Jutta Faber-Behütuns weist auf die Parallelen zu Ludwig Anzengrubers Drama Der Meineidbauer von 1872 hin, dessen Motive Thoma im Ruepp verwendete.
Der Ruepp ist in Bayern als Schullektüre empfohlen. Für den Bayerischen Rundfunk verfilmte Kurt Wilhelm den Roman 1979, vgl. Der Ruepp.

## Werkausgaben
- Der Ruepp, München, Piper Verlag, 1987, ISBN 3-492-10543-2
- Online-Ausgabe bei zeno.org